# Кинеж
Кинеж (фр. Cunèges) насеље је и општина у југозападној Француској у региону Аквитанија, у департману Дордоња која припада префектури Бержерак.
По подацима из 2011. године у општини је живело 298 становника, а густина насељености је износила 49,83 становника/km². Општина се простире на површини од 5,98 km². Налази се на средњој надморској висини од 87 метара (максималној 128 m, а минималној 36 m).

## Демографија
| 1962. | 1968. | 1975. | 1982. | 1990. | 1999. | 2011. |
| ----- | ----- | ----- | ----- | ----- | ----- | ----- |
| 179   | 214   | 194   | 206   | 201   | 255   | 298   |

График промене броја становника у току последњих година